# St. Petri und Pauli (Hamburg-Bergedorf)

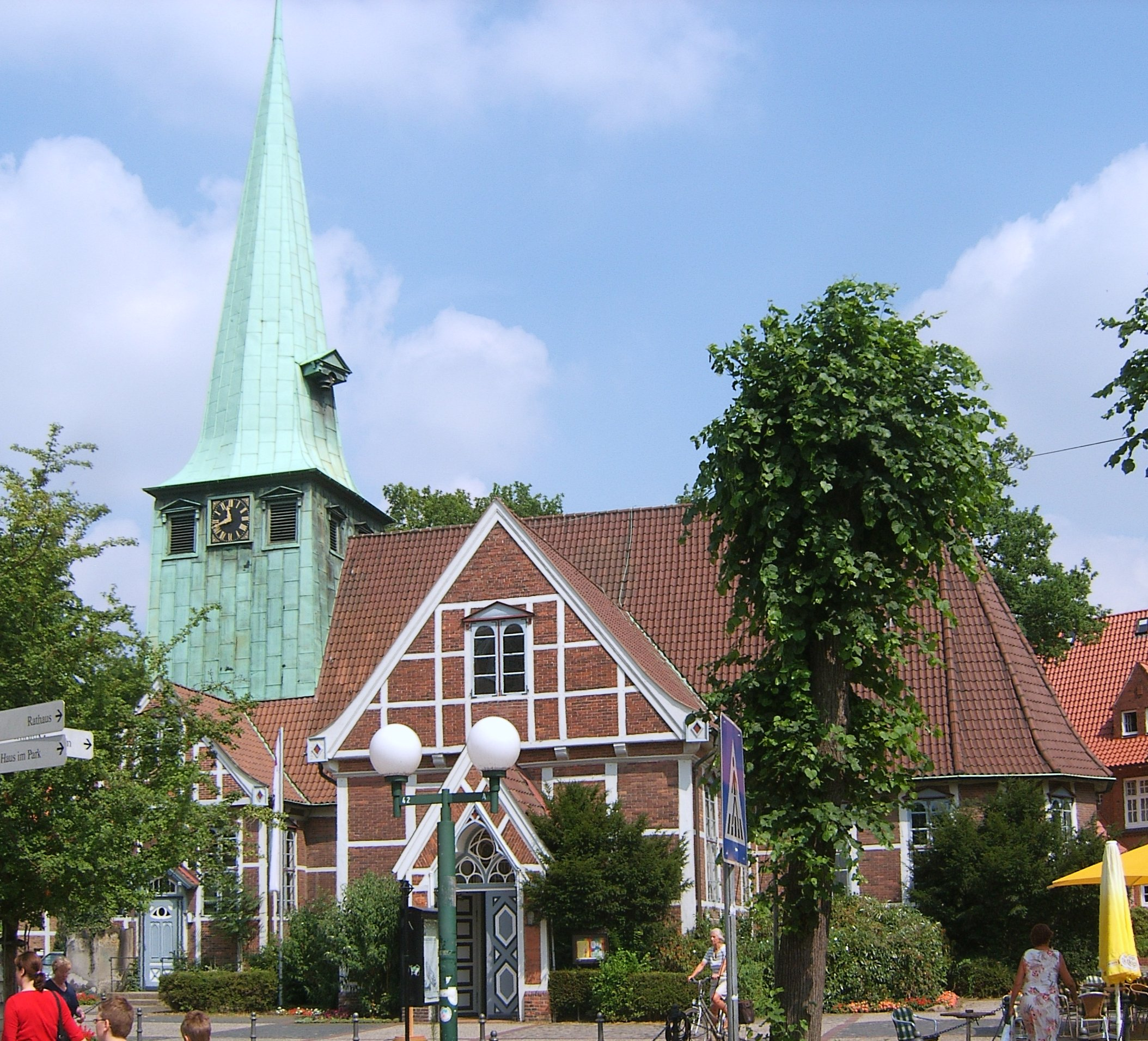
Ansicht von Süden

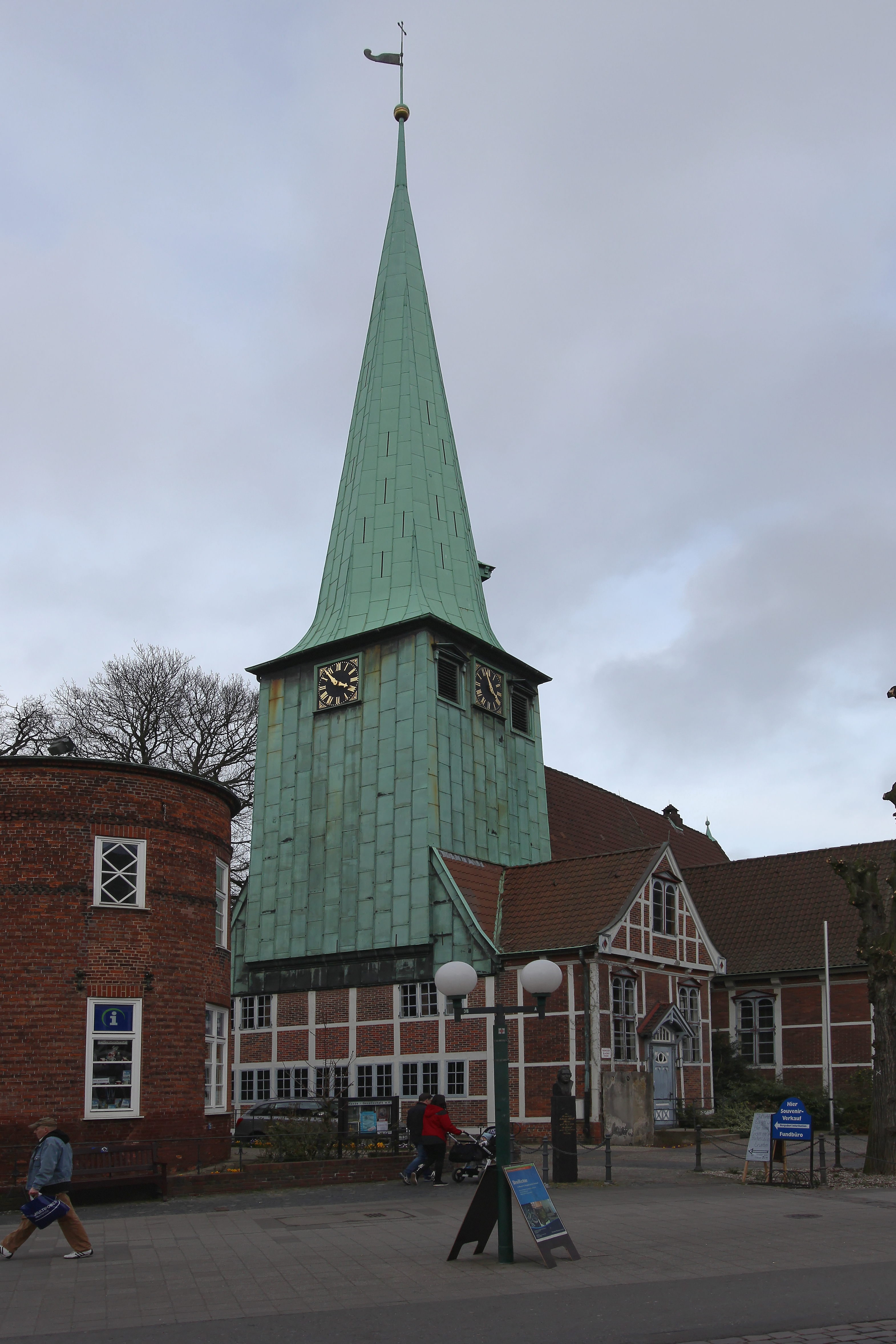
Westansicht der Kirche mit Vorplatz

St. Petri und Pauli ist eine evangelisch-lutherische Kirche in Hamburg-Bergedorf und gilt neben dem Bergedorfer Schloss als wichtigster historischer Bau des Stadtteils. Als älteste Kirche des zentralen Ortes der Vier- und Marschlande zeigt sie eine reichhaltige künstlerische Ausgestaltung.

## Bau und Geschichte der Kirche
Die erste urkundliche Erwähnung einer Kirche in der Ortsmitte Bergedorfs erfolgte in den Jahren 1162 und 1178. Sie gehörte damals zum Bistum Ratzeburg und wird als bereits existierende Kirche mit neun zugehörigen Ortschaften in der Elbmarsch erwähnt. Sie könnte also auch deutlich vor der ersten Erwähnung gegründet worden sein. Bis ins 15. Jahrhundert hinein sind für diese Kirche bis zu drei geistliche Pfründen (ein Pfarrer und zwei Vikare) belegt.
Vermutlich wegen Baufälligkeit wurde diese erste (noch nur dem Apostel Petrus geweihte) Kirche im Jahr 1499 abgerissen. Es wurde zunächst unter Aufsicht des Hamburger Amtmanns Christian Berskamp mit einem Neubau begonnen. Ab 1501 leitete der Lübecker Ratsherr Hermann Messmann den Bau. Der überwiegende Teil der ausführenden Handwerker (Zimmerleute, Maurer, Glaser, Bodenleger) kam aus Hamburg. Am 29. Juni 1502, am Fest Peter und Paul, wurde die als Fachwerksaal neu erbaute St.-Petri-und-Pauli-Kirche durch den Bischof von Ratzeburg Johannes von Parkentin geweiht.

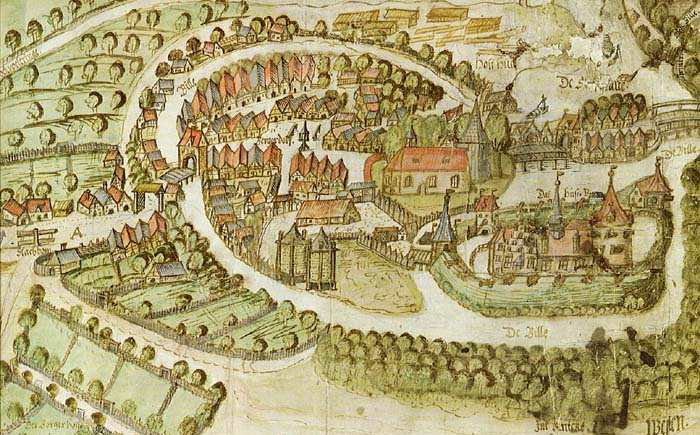
Kirche mit freistehendem Turm auf der Zeichnung des Hans Frese, 1598

Wahrscheinlich ab 1549 wurde im Zuge der Reformation in der Kirche nur noch evangelisch-lutherisch gepredigt. Der Wechsel wurde bereits 1542 in einem Schriftwechsel zwischen den Räten Hamburgs und Lübecks vorbereitet und entschieden durch den damals als Bergedorfer Amtsverwalter tätigen Ditmar Koel vorangetrieben, der für Bergedorf durch Johannes Aepinus eine neue Kirchenordnung erstellen ließ. Als erster lutherischer Pastor gilt Andreas Falkenberg, dessen Bild heute noch neben der Kanzel hängt.
Der einschiffige Backstein-Fachwerkbau mit fünfseitigem Chorschluss wurde erstmals 1589 bis 1591 und ein zweites Mal 1608 bis 1609 nach Westen hin verlängert. Zu dieser Zeit stand der Turm noch südwestlich neben der Kirche. Der Querbau mit dem heutigen Haupteingang, Brauthaus genannt, stammt aus der Zeit zwischen 1660 und 1670.
Die nur von außen zugänglichen Logen an der nördlichen Längswand kamen zwischen 1707 und 1723 hinzu. 1759 wurde von Ernst Georg Sonnin, dem Erbauer der Hamburger Michaeliskirche, ein neuer, vollständig kupferverkleideter Turm auf den westlichen Anbau gesetzt und durch einen weiteren Anbau an der Südseite verstärkt.
Im 19. und im 20. Jahrhundert wurde zwei Mal ein Totalabriss der Kirche diskutiert. Nachdem 1836 ein Sturm das Dach des Kirchenschiffs abgedeckt und den Turm beschädigt hatte, wurde das gesamte Gebäude als baufällig eingestuft und ein Neubau ernsthaft diskutiert. Man entschied sich am Ende für eine sehr umfangreiche und kostspielige Restaurierung, bei der auch ein weiterer Anbau errichtet wurde. Am Anfang des 20. Jahrhunderts erbte die Kirchengemeinde Grundstücke im Zentrum Bergedorfs mit der Auflage, dort eine neue Kirche zu bauen. Am 12. Mai 1909 fasste der Kirchenvorstand den Beschluss, die alte Kirche abzureißen und auf den neuen Grundstücken einen Neubau zu errichten. Der Beschluss rief heftige Reaktionen des damals einflussreichen Bergedorfer Heimatforschers Gustav Gläsz hervor, dem es gelang, den Hamburger Senat und die Kirchensynode davon zu überzeugen, die Kirche nicht abzureißen. 

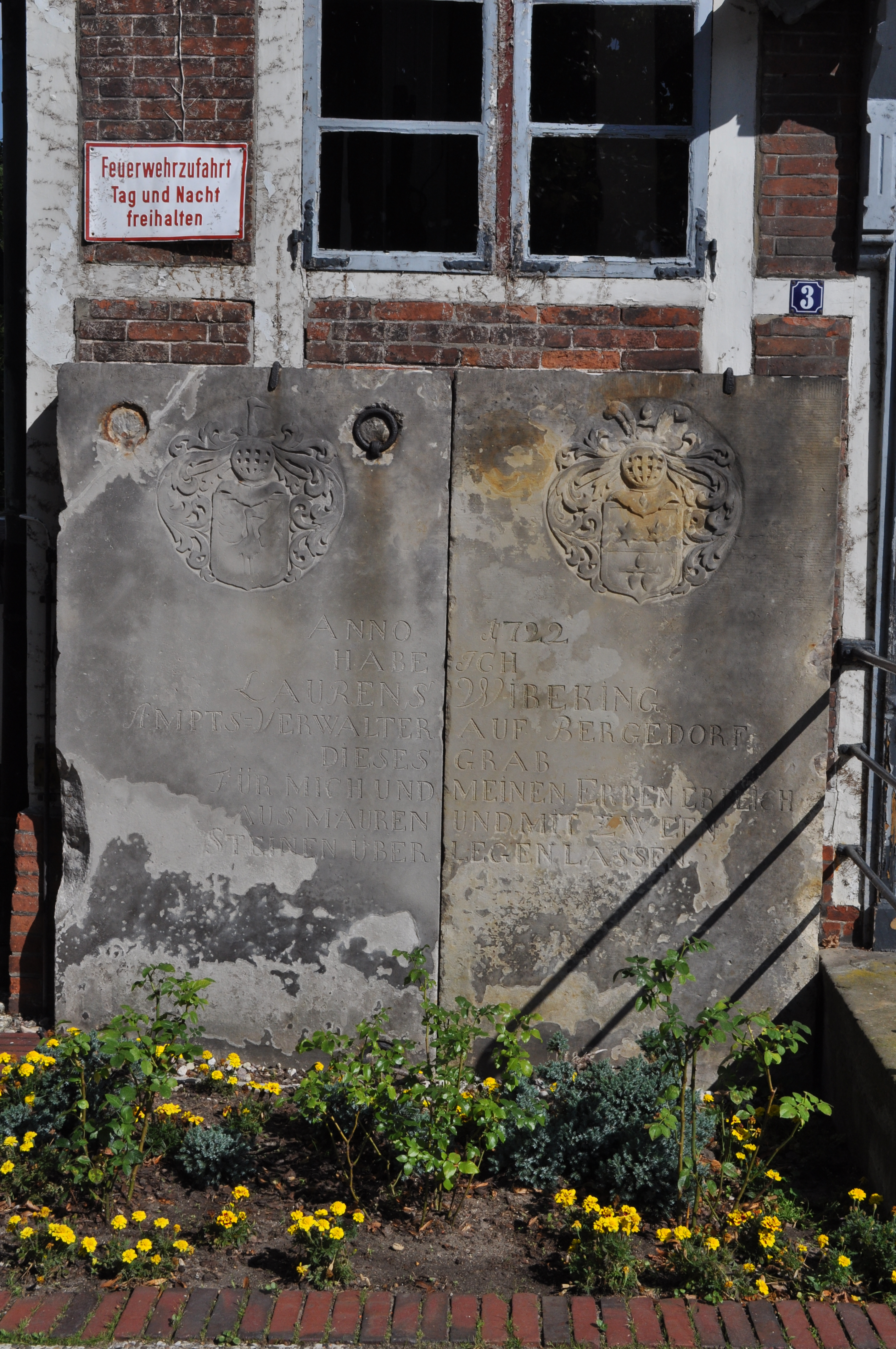
Grabplatten im Außenbereich

Bis zum Jahre 1831 gehörte zur Kirche ein Friedhof auf dem Kirchplatz. Wegen der grassierenden Cholera wurde dieser wie viele andere innerstädtische Friedhöfe aufgegeben und zunächst an den westlichen Teil des Gojenbergs verlegt. Ab 1907 wurde nur noch der Friedhof Bergedorf genutzt, der am östlichen Teil des Gojenbergs liegt. Heute stehen noch einige Grabsteine und -platten außen an der Kirchenwand.

## Ausstattung

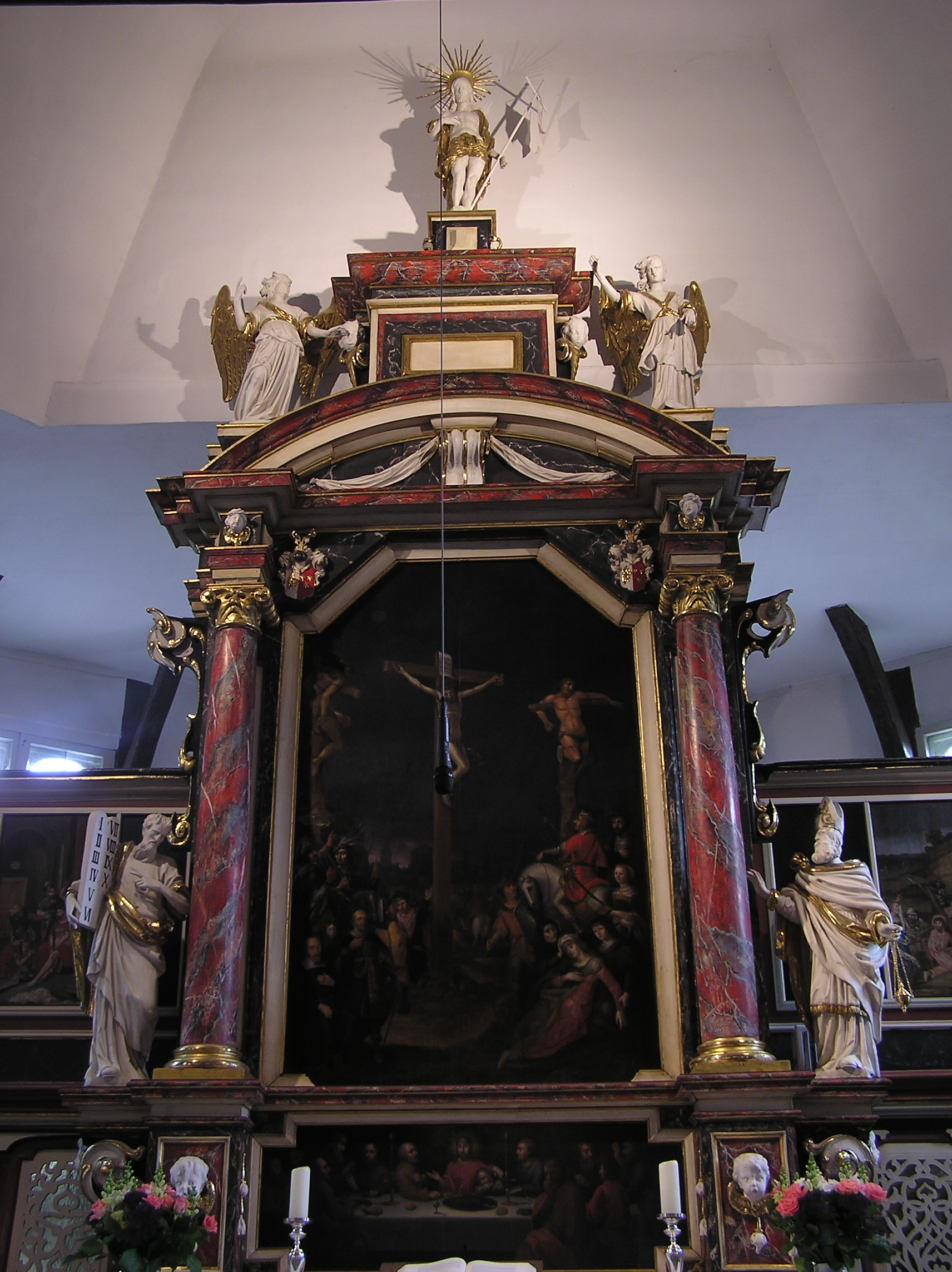
Der von Christian Precht geschaffene Altar

Vom Inventar der 1499 abgerissenen Kirche blieb bis auf eine kleine Petrus-Figur nichts erhalten. Das heutige Innere der Kirche hat eine reiche Ausstattung aus der Zeit der Spätrenaissance bis zum Barock. Dazu gehören eine von der Ehefrau Franz von Stitens gestiftete Kanzel aus dem Jahre 1586 mit Schalldeckel von 1602, eine Reihe von Brüstungsbildern an der Empore und ein prächtiger Altar. Auch das mit Hamburger Staatswappen verzierte Gestühl für die Landherren steht noch heute im Altarraum.
Der Altar von 1662 mit seinen Figuren im Stil der Spätrenaissance wird als Frühwerk dem Hamburger Bildhauer Christian Precht zugeschrieben. Er zeigt an den Seiten zwei große Statuen von Mose und Aaron, wird von Engeln und dem auferstandenen Christus bekrönt und besitzt ein großes Hauptbild sowie ein Bild in der Predella. Das Hauptbild zeigt eine Kreuzigungsszene, in der Predella ist das Abendmahl dargestellt. Beide Bilder werden in der Literatur entweder als Werke des deutsch-dänischen Malers Heinrich Dittmers oder des Hamburger Malers Gert Dittmers (möglicherweise ein Bruder Heinrich Dittmers) angesehen.
An den Wänden des Kirchenschiffs hängen mehrere geschnitzte Epitaphe aus dem 17. und 18. Jahrhundert, darunter eines mit einer allegorischen Darstellung von Frieden und Gerechtigkeit, sowie Bildepitaphe für Pastoren der Gemeinde.
Der Innenraum ist durch drei Emporen auf der Nordseite, im Chor und im Querschiff gegliedert, die alle reich mit Emporenbildern verziert sind. Sie zeigen eine Vielzahl biblischer Szenen aus Neuem und Altem Testament. Zusammen mit den Bildern ehemaliger Pastoren bestimmen sie den Raumeindruck. Alle Gemälde in der Kirche und am Altar wurden von 1985 bis 1987 restauriert.

## Glocken
Für die Kirche sind bronzene Glocken aus den Jahren 1649, 1730, 1803, 1823, 1876, 1899 und 1926 belegt. Alle bis auf die jüngste wurden während der Weltkriege im Juli 1917 und im Juli 1942 zu Rüstungszwecken eingeschmolzen. Seit 1951 hängen zwei schlesische Glocken vom Hamburger Glockenfriedhof als Ersatz für die nicht wieder auffindbaren Bergedorfer Glocken im Turm.
| Nr. | Name                 | Durchmesser (mm) | Masse (kg) | Schlagton | Gussjahr | Gießer                    | Inschrift |
| 1   | Bergedorfer Glocke   |                  | 565        | g0        | 1926     | Lauchhammerwerk           | In schwerer Zeit soll mein Geläut Dich, Christenherz, zum Himmel weisen. In Leid und Not vertrau auf Gott: den sollst Du mit mir gläubig preisen.    |
| 2   | Goldberger Glocke    |                  |            | e0        | 1616     | Sergius Hofmann           | In Die Gloriam et Ecclesiae Ornamentum Consilium Jehovae stabit 1616. Durchs Feuer floss ich mit Gottes Hilf / Sergius Hofmann zur Lignitz gos mich. |
| 3   | Rengersdorfer Glocke |                  |            | h0        | 1789     | Friedrich Gotthold Körner | |

Im Jahr 1998 kam es zu einer Diskussion über die Eigentumsverhältnisse der Glocken, als der Rat der Stadt Złotoryja die Rückgabe der von dort stammenden Glocke forderte. Aufgrund der unterschiedlichen Rechtsauffassungen ist die Frage immer noch ungeklärt. Złotoryja sieht die heute katholische Marienkirche als Eigentümer. Die evangelische Kirche sieht die ehemalige evangelische Gemeinde von Goldberg als Eigentümer, deren Vertreter und Rechtsnachfolger, die Evangelische Kirche der Union, die Glocken an den bisherigen Standorten belassen wollte. Für die Bundesrepublik Deutschland als Rechtsnachfolger des Deutschen Reiches gelten die Glocken als rechtmäßig beschlagnahmtes Staatseigentum, was jedoch von Seiten der evangelischen Kirche bezweifelt wird.

## Orgel
Im Jahr 1282 wird erstmals eine Orgel erwähnt. Hans Scherer der Ältere baute 1593 ein neues Instrument, das 1681 von Arp Schnitger und 1741 von Johann Dietrich Busch repariert wurde. Im Jahr 1855 schuf Johann Friedrich Schulze eine neue Orgel, die 1932 von Emil Hammer Orgelbau umgebaut wurde.
Die heutige Orgel wurde 1962 von Alfred Führer erbaut, mit 30 Registern über drei Manuale und Pedal, 1973 erfolgte eine Umintonation und 2006 bis 2007 eine Renovierung und gleichzeitig ein größerer Erweiterungsumbau durch Kurt Quathamer. Beim Umbau wurde die Klangcharakteristik des alten Instrumentes völlig geändert. Quathamer entfernte einige Register von Führer und verwendete sie wieder bei seinem Orgelneubau in der Heilig-Kreuz-Kirche in Börnsen. Die heutige Disposition lautet:
| I Hauptwerk C–g3 |              |       |
| 1.               | Pommer       | 16′   |
| 2.               | PrinzipalQ   | 8′    |
| 3.               | Rohrflöte    | 8′    |
| 4.               | OktaveQ      | 4′    |
| 5.               | Gedacktflöte | 4′    |
| 6.               | Quinte       | 2 ⁄3′ |
| 7.               | Superoktave  | 2′    |
| 8.               | Mixtur V     | 1 ⁄3′ |
| 9.               | Trompete     | 8′    |

| II SchwellwerkQ C–g3 |              |        |
| 10.                  | Gambe        | 8′     |
| 11.                  | Rohrflöte    | 8′     |
| 12.                  | Offenflöte   | 8′     |
| 13.                  | Prinzipal    | 4′     |
| 14.                  | Traversflöte | 4′     |
| 15.                  | Quinte       | 2 ⁄3′  |
| 16.                  | Prinzipal    | 2′     |
| 17.                  | Terz         | 1 3⁄5′ |
| 18.                  | Quinte       | 1 ⁄3′  |
| 19.                  | Sifflöte     | 1′     |
| 20.                  | Oboe         | 8′     |
| 21.                  | Vox Humana   | 8′     |
|                      | Tremulant    |        |

| Pedal C–f1 |               |       |
| 22.        | SubbassQ      | 16′   |
| 23.        | OktavbassQ    | 8′    |
| 24.        | Metallgedackt | 8′    |
| 25.        | Oktave        | 4′    |
| 15.        | Mixtur IV     | 2 ⁄3′ |
| 27.        | Posaune       | 16′   |
| 28.        | Trompete      | 4′    |

- Koppeln:
  - 3 Normalkoppeln: II/I, I/P, II/P

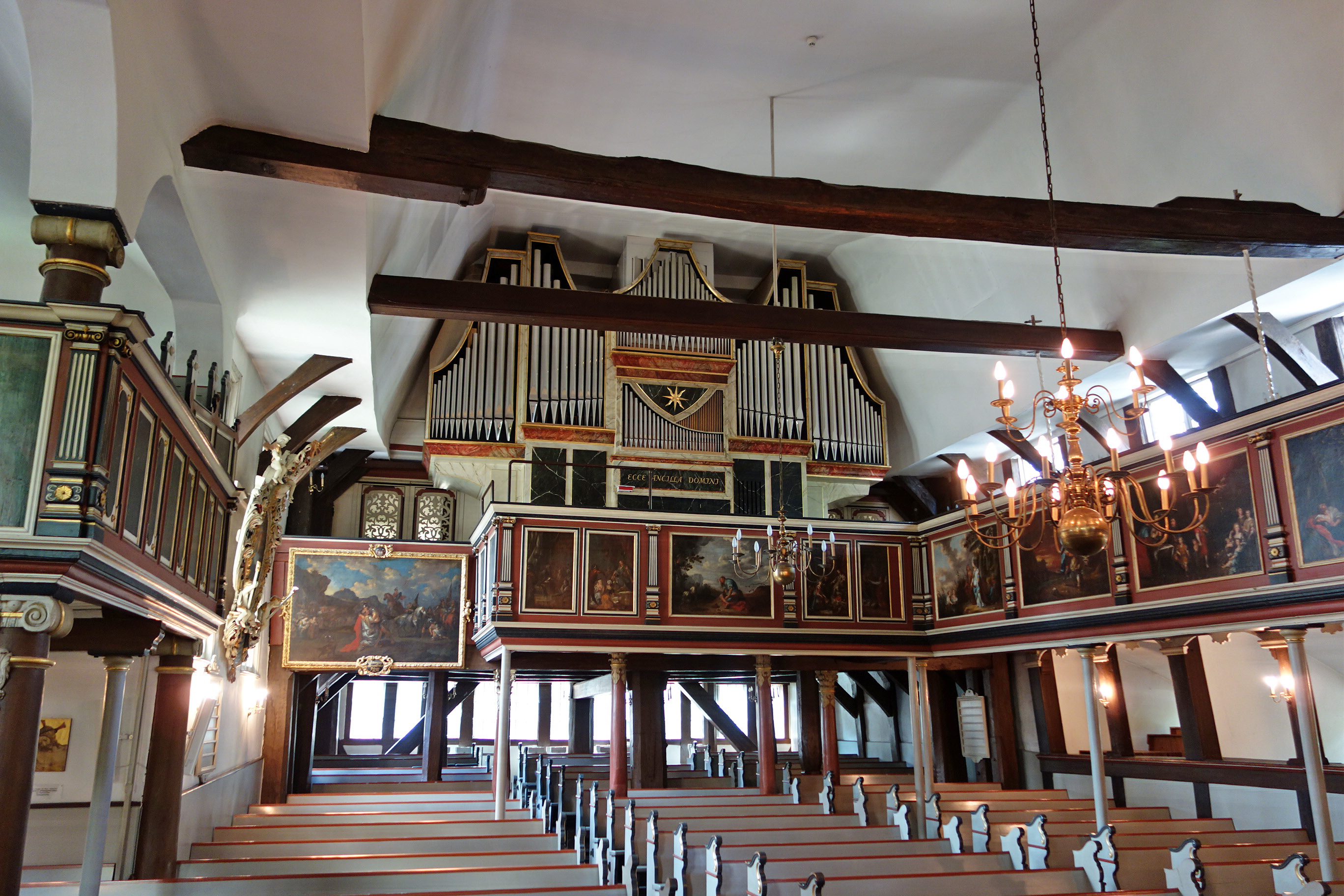
Innenraum mit Emporen und Orgel

  - Superoktavkoppeln: I/II Sub, I/II Sup, II/II Sub, II/II Sup
- Spielhilfe: 1000fache Setzerkombination
- Zimbelstern

Q: 2007 oder 2010 durch den Umbau von Quathamer geändert.

## Nebengebäude

### Organistenhaus (Hasse-Haus)

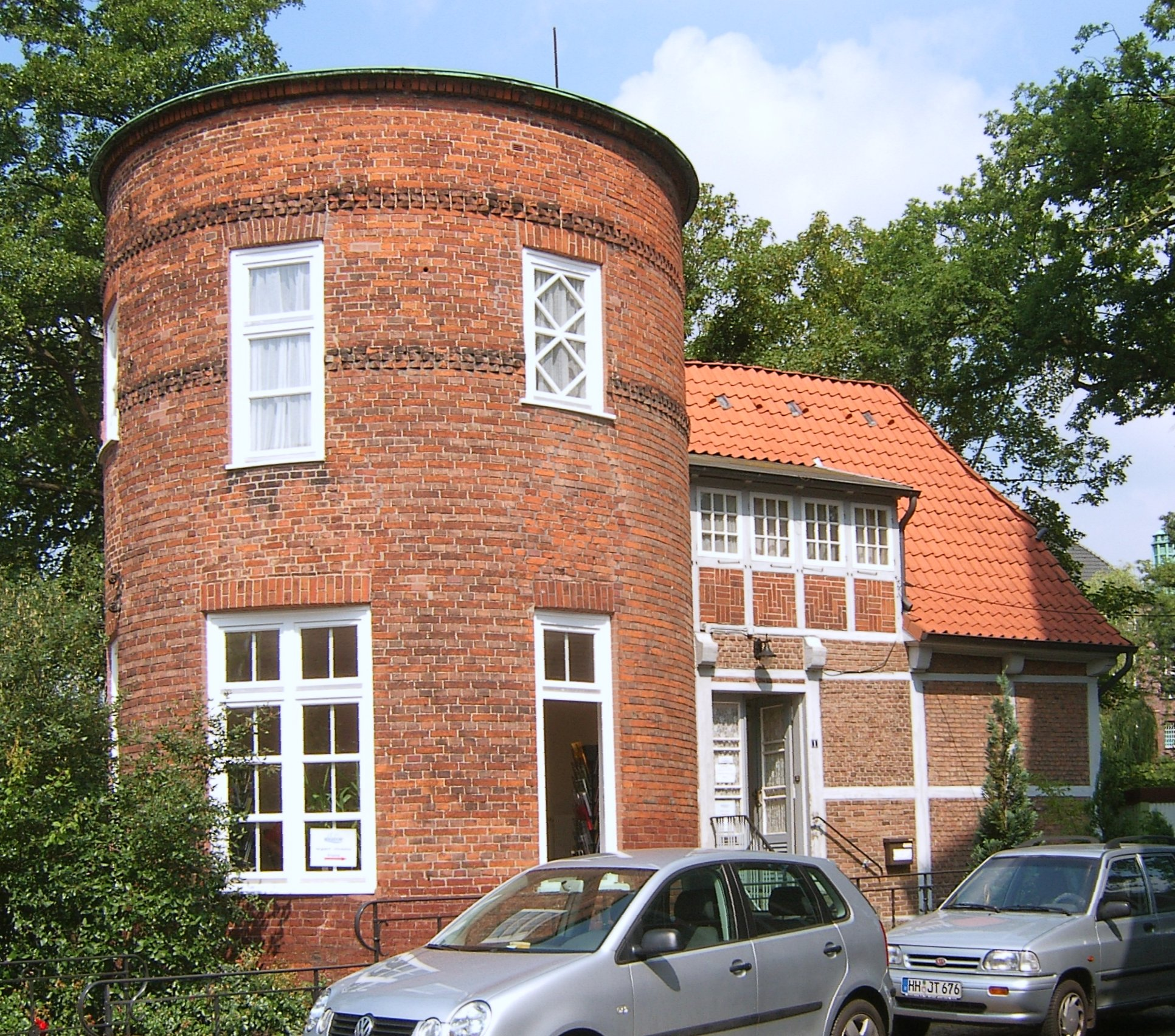
Hasse-Haus

Westlich neben der Kirche befindet sich das ehemalige Organistenhaus, ein 1630 errichteter Fachwerkbau. Von 1672 bis 1776 diente es als Wohnung der Organistenfamilie Hasse in drei Generationen. Hier wurde der Komponist Johann Adolph Hasse geboren, dessen Vater Peter in der Kirche St. Petri und Pauli Organist war.
1836 bis 1911 war das Haus in Privatbesitz der Familie Klöpper, die 1836 den Rundturm anbauen ließ. 1911 kaufte die Kirche das Gebäude zurück, 1991 wurde ein Archiv durch die Hasse-Gesellschaft eingerichtet.

### Altes Pastorat
Das nördlich der Kirche gelegene Alte Pastorat ist ein Backsteinbau aus den Jahren 1913 bis 1914 der Architekten Distel & Grubitz das bereits die Architektur der 1920er-Jahre erkennen lässt. Es ist durch einen Vorbau mit Fachwerkgiebel stilistisch mit der Kirche verbunden. Der untere geräumige Flur ist dunkel mit Holz getäfelt und diente auch als Wartezimmer für seelsorgerliche Gespräche mit dem Pastor im Amtszimmer.

### Gemeindehaus
Auf der Ostseite des Vorplatzes der Kirche steht seit 1930 das Gemeindehaus. Schon die ersten Überlegungen und Entwürfe zum Bau dieses Gebäudes stammten von Hermann Distel, der bereits früher einige Bauaufträge für die Gemeinde ausgeführt hatte. Bei den Entwürfen versuchte Distel, das vergleichsweise kleine Grundstück möglichst vollständig auszunutzen, ohne ein Gebäude zu errichten, das die gegenüberliegende Kirche optisch erdrückt. Dies gelang ihm durch eine gegliederte Front, das abgesetzte zweite Geschoss, das Walmdach und den mit Arkaden überbauten Gehweg. Nach der Einweihung am 10. August 1930 standen der Gemeinde für alle gewünschten Aktivitäten angemessene Räume, darunter zwei Säle mit 155 und 135 Sitzplätzen, zur Verfügung.
Sehr schnell kam es zu einer öffentlichen Diskussion über verschiedene als unpassend empfundene Gestaltungselemente des Gebäudes. Diese verteidigte Distel zwar, konnte sich aber letztendlich nicht durchsetzen. 1938 wurden die Pfeiler der Arkaden durch Verblendung mit Klinkern verändert, die Ziergitter vor einigen Fenstern wurden im Rahmen späterer Umbauten entfernt. Distels ursprüngliche Konzeption zeigt sich heute nur noch in der Anordnung der Fenster und in der Gestaltung des zweiten Geschosses.
Das Kreuzigungsrelief an der Schmalseite des Obergeschosses stammt aus dem 17. Jahrhundert.

## Fotografien und Karte
Koordinaten: 53° 29′ 20,4″ N, 10° 12′ 39,8″ O

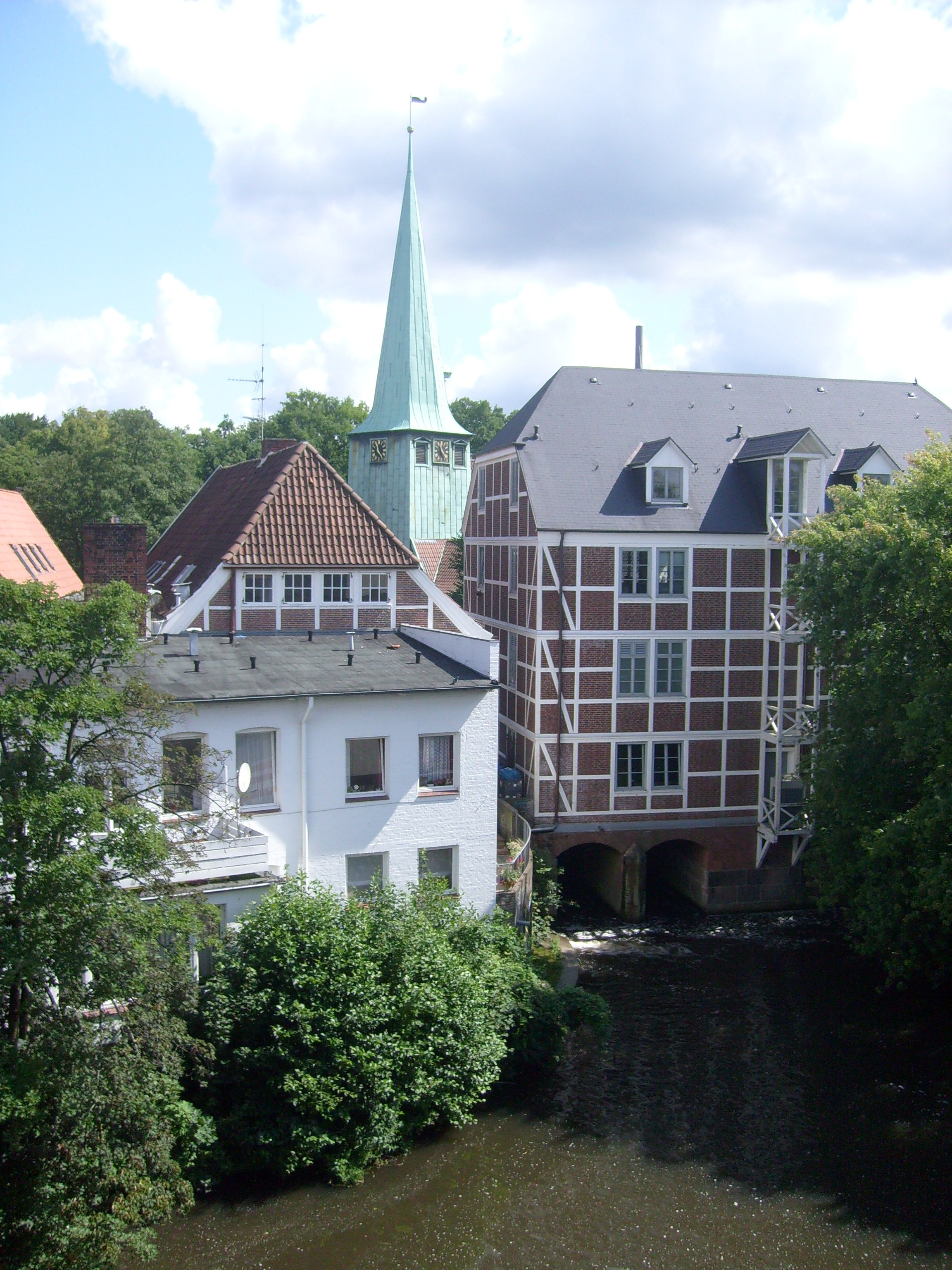
Kirche im Bergedorfer Zentrum
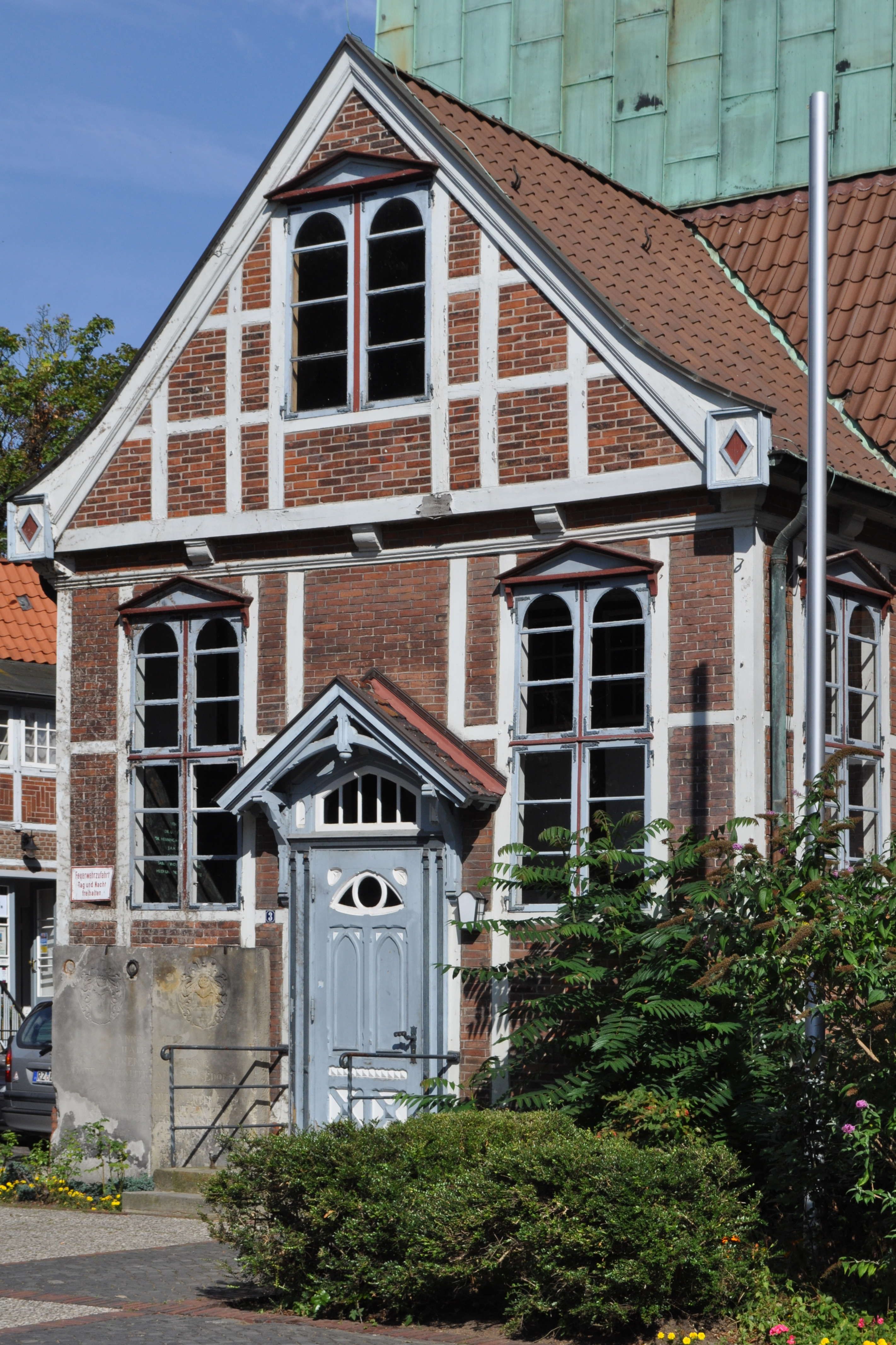
Seiteneingang
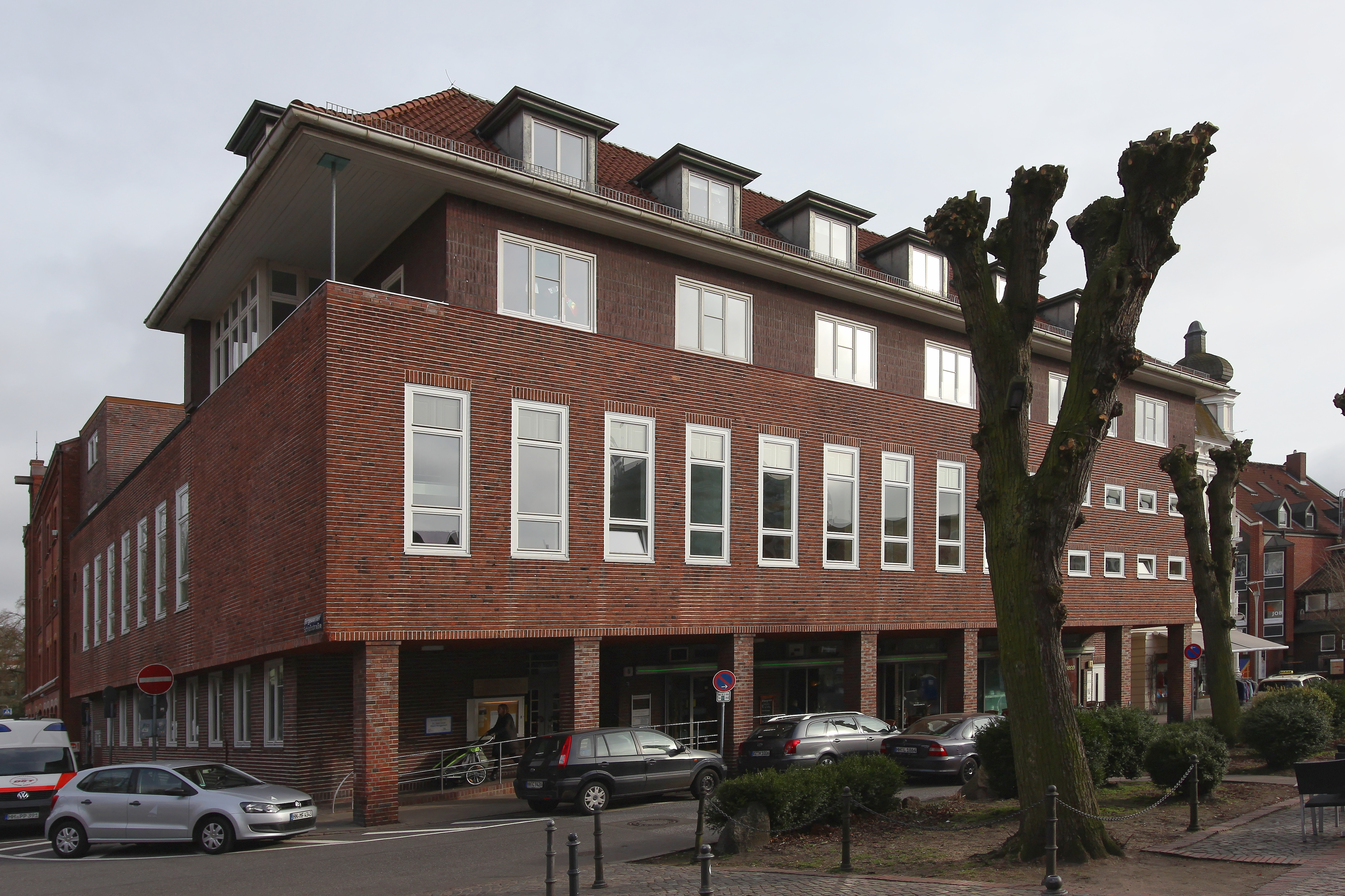
Gemeindehaus